# Ericeia
Ericeia là một chi bướm đêm thuộc họ Erebidae.

## Hình ảnh

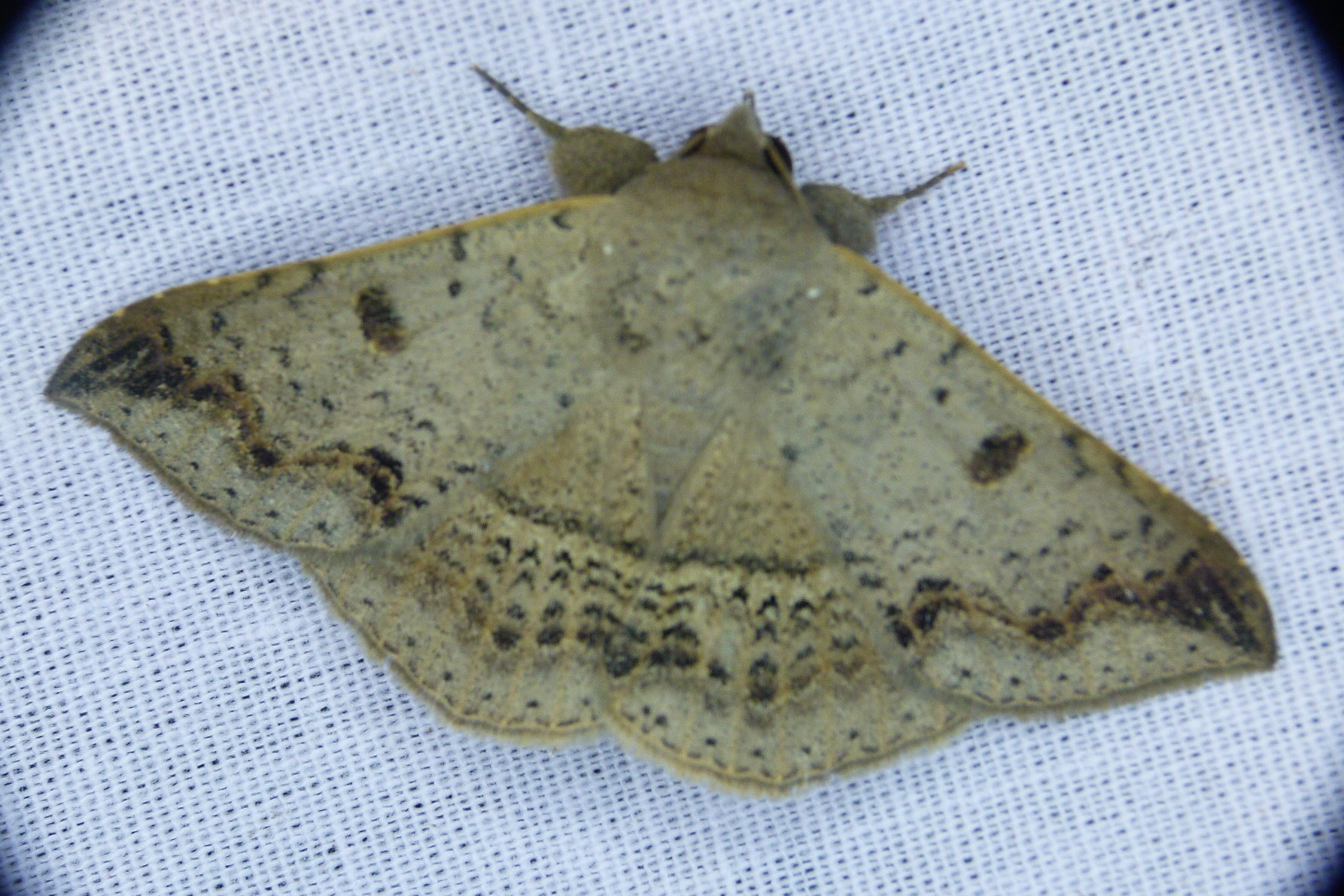

## Loài
- Ericeia goniosema Hampson, 1922
- Ericeia inangulata Guenée, 1852
- Ericeia pertendens Walker, 1858
- Ericeia plaesiodes Turner, 1932
- Ericeia sobria Walker, [1858]
- Ericeia subsignata Walker, [1858]